# 格哈德·海达赫尔
格哈德·海达赫尔（德語：Gerhard Haidacher，1963年4月29日—），奥地利男子雪车运动员。他曾代表奥地利参加1992年和1994年冬季奥林匹克运动会雪车比赛，其中1992年冬季奥运会获得一枚金牌。